# Glasgow Central (circonscription du Parlement britannique)
Circonscription parlementaire de la Chambre des communes
Glasgow Central est une circonscription électorale britannique située en Écosse.